# Жанна де Валуа (1435—1482)
Жанна де Валуа (фр. Jeanne de Valois) или Жанна Французская (фр. Jeanne de France) (4 мая 1435 — 25 апреля 1482, Мулен) — герцогиня Бурбонская, супруга Жана II де Бурбона, была седьмым ребёнком и четвёртой дочерью короля Франции Карла VII и Марии Анжуйской.

## Жизнь
23 декабря 1447 года 12-летнюю Жанну выдали замуж за 21-летнего Жана II, будущего герцога де Бурбон. В этом браке не было детей.
Жанна де Валуа скончалась в возрасте 47 лет в герцогском замке в Мулене. Это произошло, по одним источникам, в субботу 4 мая, или, согласно другим источникам, в четверг 25 апреля 1482 года.
Её похоронили в Муленском соборе, в склепе под главным алтарём.